# Annobodillo coecus
Annobodillo coecus is een pissebed uit de familie Armadillidae. De wetenschappelijke naam van de soort is voor het eerst geldig gepubliceerd in 1983 door Schmalfuss & Ferrara.